# Lista över Finlands kommuner
Detta är en lista över Finlands kommuner enligt indelningen 1 januari 2023.
1 januari 2009 genomfördes den största kommunsammanslagningsprocessen i Finlands historia. Antalet kommuner i Finland reducerades med 67 till 348. De 32 sammanslagningarna berörde sammanlagt 99 kommuner. Ytterligare sammanslagningar har lett till att det från 2025 finns 308 kommuner i Finland.
Av de 309 kommunerna hör 16 till Åland och 293 till det så kallade fastlandet. Det finns 33 tvåspråkiga och 16 svenskspråkiga kommuner i Finland. I Finland kan en kommun enligt §5 i den finländska kommunallagen välja att benämna sig stad. ”Kommunen kan använda benämningen stad när den anser sig uppfylla de krav som ställs på ett stadssamhälle”. 107 av Finlands kommuner har valt att anta stadsstatus.
Kommunernas svenska namn står först i listan. I de fall där inget särskilt svenskt namn finns anges det finska namnet även i kolumnen ”Svenskt namn” och vice versa. Observera att en del av de svenskspråkiga namnen inte (längre) används i till exempel massmedia. De namn som inte står i Institutet för de inhemska språkens förteckning över svenska ortnamn i Finland är märkta med två asterisker (**), och de som i förteckningen betecknas som föråldrade med en asterisk (*).
Tabellen är sorterad efter svenskt namn, men kan också sorteras efter finskt namn, folkmängd, regionförvaltningsverk, landskap och sjukvårdsdistrikt (ersattes av välfärdsområde 1 januari 2023).
| Kod | Svenskt namn                 | Finskt namn        | Samiskt namn                                                      | Folkmängd 2021 | Regionförvaltningsverk  | Landskap              | F d Sjukvårdsdistrikt  |
| --- | ---------------------------- | ------------------ | ----------------------------------------------------------------- | -------------- | ----------------------- | --------------------- | ---------------------- |
| 020 | Ackas                        | Akaa               |                                                                   | 16 467         | Västra och Inre Finland | Birkaland             | Birkaland              |
| 005 | Alajärvi                     | Alajärvi           |                                                                   | 9 311          | Västra och Inre Finland | Södra Österbotten     | Syd‐Österbotten        |
| 009 | Alavieska                    | Alavieska          |                                                                   | 2 491          | Norra Finland           | Norra Österbotten     | Norra Österbotten      |
| 010 | Alavo                        | Alavus             |                                                                   | 11 197         | Västra och Inre Finland | Södra Österbotten     | Syd‐Österbotten        |
| 016 | Asikkala                     | Asikkala           |                                                                   | 8 033          | Södra Finland           | Päijänne-Tavastland   | Päijät‐Häme            |
| 018 | Askola                       | Askola             |                                                                   | 4 847          | Södra Finland           | Nyland                | Helsingfors och Nyland |
| 019 | Aura                         | Aura               |                                                                   | 3 955          | Sydvästra Finland       | Egentliga Finland     | Egentliga Finland      |
| 604 | Birkala                      | Pirkkala           |                                                                   | 20 206         | Västra och Inre Finland | Birkaland             | Birkaland              |
| 609 | Björneborg                   | Pori               |                                                                   | 83 482         | Sydvästra Finland       | Satakunta             | Satakunta              |
| 611 | Borgnäs                      | Pornainen          |                                                                   | 5 066          | Södra Finland           | Nyland                | Helsingfors och Nyland |
| 638 | Borgå                        | Porvoo             |                                                                   | 51 149         | Södra Finland           | Nyland                | Helsingfors och Nyland |
| 678 | Brahestad                    | Raahe              |                                                                   | 24 260         | Norra Finland           | Norra Österbotten     | Norra Österbotten      |
| 035 | Brändö                       | Brändö             |                                                                   | 449            | Åland                   | Åland                 | Åland                  |
| 218 | Bötom                        | Karijoki           |                                                                   | 1 192          | Västra och Inre Finland | Södra Österbotten     | Syd‐Österbotten        |
| 043 | Eckerö                       | Eckerö             |                                                                   | 933            | Åland                   | Åland                 | Åland                  |
| 148 | Enare                        | Inari              | enaresam. Aanaar skoltsam. Aanar nordsam. Anár                    | 7 008          | Lappland                | Lappland              | Lappland               |
| 046 | Enonkoski                    | Enonkoski          |                                                                   | 1 362          | Östra Finland           | Södra Savolax         | Östra Savolax          |
| 047 | Enontekis                    | Enontekiö          | nordsam. Eanodat enaresam. Iänudâh                                | 1 789          | Lappland                | Lappland              | Lappland               |
| 049 | Esbo                         | Espoo              |                                                                   | 297 132        | Södra Finland           | Nyland                | Helsingfors och Nyland |
| 989 | Etseri                       | Ähtäri             |                                                                   | 5 484          | Västra och Inre Finland | Södra Österbotten     | Syd‐Österbotten        |
| 050 | Eura                         | Eura               |                                                                   | 11 417         | Sydvästra Finland       | Satakunta             | Satakunta              |
| 051 | Euraåminne                   | Eurajoki           |                                                                   | 9 334          | Sydvästra Finland       | Satakunta             | Satakunta              |
| 052 | Evijärvi                     | Evijärvi           |                                                                   | 2 404          | Västra och Inre Finland | Södra Österbotten     | Syd‐Österbotten        |
| 060 | Finström                     | Finström           |                                                                   | 2 638          | Åland                   | Åland                 | Åland                  |
| 061 | Forssa                       | Forssa             |                                                                   | 16 573         | Södra Finland           | Egentliga Tavastland  | Centrala Tavastland    |
| 075 | Fredrikshamn                 | Hamina             |                                                                   | 19 702         | Södra Finland           | Kymmenedalen          | Kymmenedalen           |
| 062 | Föglö                        | Föglö              |                                                                   | 501            | Åland                   | Åland                 | Åland                  |
| 065 | Geta                         | Geta               |                                                                   | 505            | Åland                   | Åland                 | Åland                  |
| 235 | Grankulla                    | Kauniainen         |                                                                   | 10 396         | Södra Finland           | Nyland                | Helsingfors och Nyland |
| 081 | Gustav Adolfs                | Hartola            |                                                                   | 2 621          | Södra Finland           | Päijänne-Tavastland   | Päijät‐Häme            |
| 304 | Gustavs                      | Kustavi            |                                                                   | 971            | Sydvästra Finland       | Egentliga Finland     | Egentliga Finland      |
| 069 | Haapajärvi                   | Haapajärvi         |                                                                   | 6 802          | Norra Finland           | Norra Österbotten     | Norra Österbotten      |
| 071 | Haapavesi                    | Haapavesi          |                                                                   | 6 613          | Norra Finland           | Norra Österbotten     | Norra Österbotten      |
| 074 | Halso                        | Halsua             |                                                                   | 1 083          | Västra och Inre Finland | Mellersta Österbotten | Mellersta Österbotten  |
| 076 | Hammarland                   | Hammarland         |                                                                   | 1 619          | Åland                   | Åland                 | Åland                  |
| 078 | Hangö                        | Hanko              |                                                                   | 7 979          | Södra Finland           | Nyland                | Helsingfors och Nyland |
| 077 | Hankasalmi                   | Hankasalmi         |                                                                   | 4 683          | Västra och Inre Finland | Mellersta Finland     | Mellersta Finland      |
| 079 | Harjavalta                   | Harjavalta         |                                                                   | 6 785          | Sydvästra Finland       | Satakunta             | Satakunta              |
| 082 | Hattula                      | Hattula            |                                                                   | 9 405          | Södra Finland           | Egentliga Tavastland  | Centrala Tavastland    |
| 086 | Hausjärvi                    | Hausjärvi          |                                                                   | 8 143          | Södra Finland           | Egentliga Tavastland  | Centrala Tavastland    |
| 111 | Heinola                      | Heinola            |                                                                   | 18 344         | Södra Finland           | Päijänne-Tavastland   | Päijät‐Häme            |
| 090 | Heinävesi                    | Heinävesi          |                                                                   | 3 136          | Östra Finland           | Norra Karelen         | Norra Karelen          |
| 091 | Helsingfors                  | Helsinki           | Helsset                                                           | 658 457        | Södra Finland           | Nyland                | Helsingfors och Nyland |
| 097 | Hirvensalmi                  | Hirvensalmi        |                                                                   | 2 131          | Östra Finland           | Södra Savolax         | Södra Savolax          |
| 098 | Hollola                      | Hollola            |                                                                   | 23 090         | Södra Finland           | Päijänne-Tavastland   | Päijät‐Häme            |
| 103 | Humppila                     | Humppila           |                                                                   | 2 166          | Södra Finland           | Egentliga Tavastland  | Centrala Tavastland    |
| 105 | Hyrynsalmi                   | Hyrynsalmi         |                                                                   | 2 139          | Norra Finland           | Kajanaland            | Kajanaland             |
| 106 | Hyvinge                      | Hyvinkää           |                                                                   | 46 880         | Södra Finland           | Nyland                | Helsingfors och Nyland |
| 224 | Högfors                      | Karkkila           |                                                                   | 8 717          | Södra Finland           | Nyland                | Helsingfors och Nyland |
| 140 | Idensalmi                    | Iisalmi            |                                                                   | 20 958         | Östra Finland           | Norra Savolax         | Norra Savolax          |
| 139 | Ijo                          | Ii                 |                                                                   | 9 912          | Norra Finland           | Norra Österbotten     | Norra Österbotten      |
| 143 | Ikalis                       | Ikaalinen          |                                                                   | 6 877          | Västra och Inre Finland | Birkaland             | Birkaland              |
| 145 | Ilmola                       | Ilmajoki           |                                                                   | 12 366         | Västra och Inre Finland | Södra Österbotten     | Syd‐Österbotten        |
| 146 | Ilomants                     | Ilomantsi          |                                                                   | 4 643          | Östra Finland           | Norra Karelen         | Norra Karelen          |
| 153 | Imatra                       | Imatra             |                                                                   | 25 655         | Södra Finland           | Södra Karelen         | Södra Karelen          |
| 149 | Ingå                         | Inkoo              |                                                                   | 5 353          | Södra Finland           | Nyland                | Helsingfors och Nyland |
| 142 | Itis                         | Iitti              |                                                                   | 6 559          | Södra Finland           | Päijänne-Tavastland   | Päijät‐Häme            |
| 598 | Jakobstad                    | Pietarsaari        |                                                                   | 19 097         | Västra och Inre Finland | Österbotten           | Vasa                   |
| 165 | Janakkala                    | Janakkala          |                                                                   | 16 340         | Södra Finland           | Egentliga Tavastland  | Centrala Tavastland    |
| 169 | Jockis                       | Jokioinen          |                                                                   | 5 046          | Södra Finland           | Egentliga Tavastland  | Centrala Tavastland    |
| 167 | Joensuu                      | Joensuu            |                                                                   | 77 261         | Östra Finland           | Norra Karelen         | Norra Karelen          |
| 170 | Jomala                       | Jomala             |                                                                   | 5 512          | Åland                   | Åland                 | Åland                  |
| 171 | Jorois                       | Joroinen           |                                                                   | 4 624          | Östra Finland           | Norra Savolax         | Södra Savolax          |
| 172 | Joutsa                       | Joutsa             |                                                                   | 4 263          | Västra och Inre Finland | Mellersta Finland     | Mellersta Finland      |
| 176 | Juga                         | Juuka              |                                                                   | 4 444          | Östra Finland           | Norra Karelen         | Norra Karelen          |
| 177 | Juupajoki                    | Juupajoki          |                                                                   | 1 786          | Västra och Inre Finland | Birkaland             | Birkaland              |
| 178 | Juva (Jockas *)              | Juva               |                                                                   | 5 887          | Östra Finland           | Södra Savolax         | Södra Savolax          |
| 179 | Jyväskylä                    | Jyväskylä          |                                                                   | 144 473        | Västra och Inre Finland | Mellersta Finland     | Mellersta Finland      |
| 181 | Jämijärvi                    | Jämijärvi          |                                                                   | 1 685          | Sydvästra Finland       | Satakunta             | Satakunta              |
| 182 | Jämsä                        | Jämsä              |                                                                   | 19 767         | Västra och Inre Finland | Mellersta Finland     | Mellersta Finland      |
| 204 | Kaavi                        | Kaavi              |                                                                   | 2 778          | Östra Finland           | Norra Savolax         | Norra Savolax          |
| 205 | Kajana                       | Kajaani            |                                                                   | 36 493         | Norra Finland           | Kajanaland            | Kajanaland             |
| 208 | Kalajoki                     | Kalajoki           |                                                                   | 12 412         | Norra Finland           | Norra Österbotten     | Norra Österbotten      |
| 211 | Kangasala                    | Kangasala          |                                                                   | 32 622         | Västra och Inre Finland | Birkaland             | Birkaland              |
| 213 | Kangasniemi                  | Kangasniemi        |                                                                   | 5 230          | Östra Finland           | Södra Savolax         | Södra Savolax          |
| 214 | Kankaanpää                   | Kankaanpää         |                                                                   | 12 662         | Sydvästra Finland       | Satakunta             | Satakunta              |
| 216 | Kannonkoski                  | Kannonkoski        |                                                                   | 1 311          | Västra och Inre Finland | Mellersta Finland     | Mellersta Finland      |
| 217 | Kannus                       | Kannus             |                                                                   | 5 390          | Västra och Inre Finland | Mellersta Österbotten | Mellersta Österbotten  |
| 272 | Karleby                      | Kokkola            |                                                                   | 47 909         | Västra och Inre Finland | Mellersta Österbotten | Mellersta Österbotten  |
| 072 | Karlö                        | Hailuoto           |                                                                   | 950            | Norra Finland           | Norra Österbotten     | Norra Österbotten      |
| 226 | Karstula                     | Karstula           |                                                                   | 3 774          | Västra och Inre Finland | Mellersta Finland     | Mellersta Finland      |
| 230 | Karvia                       | Karvia             |                                                                   | 2 290          | Sydvästra Finland       | Satakunta             | Satakunta              |
| 231 | Kaskö                        | Kaskinen           |                                                                   | 1 289          | Västra och Inre Finland | Österbotten           | Vasa                   |
| 232 | Kauhajoki                    | Kauhajoki          |                                                                   | 12 890         | Västra och Inre Finland | Södra Österbotten     | Syd‐Österbotten        |
| 233 | Kauhava                      | Kauhava            |                                                                   | 15 312         | Västra och Inre Finland | Södra Österbotten     | Syd‐Österbotten        |
| 236 | Kaustby                      | Kaustinen          |                                                                   | 4 196          | Västra och Inre Finland | Mellersta Österbotten | Mellersta Österbotten  |
| 239 | Keitele                      | Keitele            |                                                                   | 2 095          | Östra Finland           | Norra Savolax         | Norra Savolax          |
| 240 | Kemi                         | Kemi               | Giepma                                                            | 19 982         | Lappland                | Lappland              | Länsi‐Pohja            |
| 320 | Kemijärvi (Kemiträsk **)     | Kemijärvi          | Giemajávri                                                        | 7 105          | Lappland                | Lappland              | Lappland               |
| 241 | Keminmaa                     | Keminmaa           |                                                                   | 7 904          | Lappland                | Lappland              | Länsi‐Pohja            |
| 244 | Kempele                      | Kempele            |                                                                   | 19 116         | Norra Finland           | Norra Österbotten     | Norra Österbotten      |
| 245 | Kervo                        | Kerava             |                                                                   | 37 232         | Södra Finland           | Nyland                | Helsingfors och Nyland |
| 249 | Keuru                        | Keuruu             |                                                                   | 9 443          | Västra och Inre Finland | Mellersta Finland     | Mellersta Finland      |
| 260 | Kides                        | Kitee              |                                                                   | 9 877          | Östra Finland           | Norra Karelen         | Norra Karelen          |
| 250 | Kihniö                       | Kihniö             |                                                                   | 1 808          | Västra och Inre Finland | Birkaland             | Birkaland              |
| 322 | Kimitoön                     | Kemiönsaari        |                                                                   | 6 614          | Sydvästra Finland       | Egentliga Finland     | Egentliga Finland      |
| 256 | Kinnula                      | Kinnula            |                                                                   | 1 581          | Västra och Inre Finland | Mellersta Finland     | Mellersta Finland      |
| 261 | Kittilä                      | Kittilä            | nordsam. Gihttel                                                  | 6 523          | Lappland                | Lappland              | Lappland               |
| 263 | Kiuruvesi                    | Kiuruvesi          |                                                                   | 7 759          | Östra Finland           | Norra Savolax         | Norra Savolax          |
| 265 | Kivijärvi                    | Kivijärvi          |                                                                   | 1 088          | Västra och Inre Finland | Mellersta Finland     | Mellersta Finland      |
| 273 | Kolari                       | Kolari             |                                                                   | 3 989          | Lappland                | Lappland              | Lappland               |
| 275 | Konnevesi                    | Konnevesi          |                                                                   | 2 586          | Västra och Inre Finland | Mellersta Finland     | Mellersta Finland      |
| 276 | Kontiolax                    | Kontiolahti        |                                                                   | 15 035         | Östra Finland           | Norra Karelen         | Norra Karelen          |
| 499 | Korsholm                     | Mustasaari         |                                                                   | 19 536         | Västra och Inre Finland | Österbotten           | Vasa                   |
| 280 | Korsnäs                      | Korsnäs            |                                                                   | 2 050          | Västra och Inre Finland | Österbotten           | Vasa                   |
| 284 | Koskis                       | Koski Tl           |                                                                   | 2 271          | Sydvästra Finland       | Egentliga Finland     | Egentliga Finland      |
| 285 | Kotka                        | Kotka              |                                                                   | 51 241         | Södra Finland           | Kymmenedalen          | Kymmenedalen           |
| 286 | Kouvola                      | Kouvola            |                                                                   | 80 454         | Södra Finland           | Kymmenedalen          | Kymmenedalen           |
| 287 | Kristinestad                 | Kristiinankaupunki |                                                                   | 6 380          | Västra och Inre Finland | Österbotten           | Vasa                   |
| 288 | Kronoby                      | Kruunupyy          |                                                                   | 6 442          | Västra och Inre Finland | Österbotten           | Mellersta Österbotten  |
| 290 | Kuhmo                        | Kuhmo              |                                                                   | 7 928          | Norra Finland           | Kajanaland            | Kajanaland             |
| 291 | Kuhmois                      | Kuhmoinen          |                                                                   | 2 158          | Västra och Inre Finland | Birkaland             | Mellersta Finland      |
| 295 | Kumlinge                     | Kumlinge           |                                                                   | 313            | Åland                   | Åland                 | Åland                  |
| 271 | Kumo                         | Kokemäki           |                                                                   | 6 951          | Sydvästra Finland       | Satakunta             | Satakunta              |
| 297 | Kuopio                       | Kuopio             |                                                                   | 121 543        | Östra Finland           | Norra Savolax         | Norra Savolax          |
| 300 | Kuortane                     | Kuortane           |                                                                   | 3 528          | Västra och Inre Finland | Södra Österbotten     | Syd‐Österbotten        |
| 301 | Kurikka                      | Kurikka            |                                                                   | 20 197         | Västra och Inre Finland | Södra Österbotten     | Syd‐Österbotten        |
| 305 | Kuusamo                      | Kuusamo            |                                                                   | 15 165         | Norra Finland           | Norra Österbotten     | Norra Österbotten      |
| 257 | Kyrkslätt                    | Kirkkonummi        |                                                                   | 40 433         | Södra Finland           | Nyland                | Helsingfors och Nyland |
| 312 | Kyyjärvi                     | Kyyjärvi           |                                                                   | 1 232          | Västra och Inre Finland | Mellersta Finland     | Mellersta Finland      |
| 316 | Kärkölä                      | Kärkölä            |                                                                   | 4 245          | Södra Finland           | Päijänne-Tavastland   | Päijät‐Häme            |
| 317 | Kärsämäki                    | Kärsämäki          |                                                                   | 2 533          | Norra Finland           | Norra Österbotten     | Norra Österbotten      |
| 318 | Kökar                        | Kökar              |                                                                   | 224            | Åland                   | Åland                 | Åland                  |
| 398 | Lahtis                       | Lahti              |                                                                   | 120 027        | Södra Finland           | Päijänne-Tavastland   | Päijät‐Häme            |
| 399 | Laihela                      | Laihia             |                                                                   | 7 916          | Västra och Inre Finland | Österbotten           | Vasa                   |
| 402 | Lapinlahti (Lapinlax *)      | Lapinlahti         |                                                                   | 9 247          | Östra Finland           | Norra Savolax         | Norra Savolax          |
| 403 | Lappajärvi                   | Lappajärvi         |                                                                   | 2 866          | Västra och Inre Finland | Södra Österbotten     | Syd‐Österbotten        |
| 408 | Lappo                        | Lapua              |                                                                   | 14 203         | Västra och Inre Finland | Södra Österbotten     | Syd‐Österbotten        |
| 407 | Lappträsk                    | Lapinjärvi         |                                                                   | 2 580          | Södra Finland           | Nyland                | Helsingfors och Nyland |
| 440 | Larsmo                       | Luoto              |                                                                   | 5 622          | Västra och Inre Finland | Österbotten           | Vasa                   |
| 410 | Laukas                       | Laukaa             |                                                                   | 18 788         | Västra och Inre Finland | Mellersta Finland     | Mellersta Finland      |
| 418 | Lembois * (Lempälä *)        | Lempäälä           |                                                                   | 24 164         | Västra och Inre Finland | Birkaland             | Birkaland              |
| 416 | Lemi (Klemis **)             | Lemi               |                                                                   | 2 917          | Södra Finland           | Södra Karelen         | Södra Karelen          |
| 417 | Lemland                      | Lemland            |                                                                   | 2 135          | Åland                   | Åland                 | Åland                  |
| 420 | Leppävirta                   | Leppävirta         |                                                                   | 9 280          | Östra Finland           | Norra Savolax         | Norra Savolax          |
| 421 | Lestijärvi                   | Lestijärvi         |                                                                   | 719            | Västra och Inre Finland | Mellersta Österbotten | Mellersta Österbotten  |
| 400 | Letala                       | Laitila            |                                                                   | 8 456          | Sydvästra Finland       | Egentliga Finland     | Egentliga Finland      |
| 426 | Libelits                     | Liperi             |                                                                   | 11 979         | Östra Finland           | Norra Karelen         | Norra Karelen          |
| 422 | Lieksa                       | Lieksa             |                                                                   | 10 543         | Östra Finland           | Norra Karelen         | Norra Karelen          |
| 425 | Limingo                      | Liminka            |                                                                   | 10 218         | Norra Finland           | Norra Österbotten     | Norra Österbotten      |
| 430 | Loimaa                       | Loimaa             |                                                                   | 15 628         | Sydvästra Finland       | Egentliga Finland     | Egentliga Finland      |
| 444 | Lojo                         | Lohja              |                                                                   | 45 988         | Södra Finland           | Nyland                | Helsingfors och Nyland |
| 433 | Loppis *                     | Loppi              |                                                                   | 7 799          | Södra Finland           | Egentliga Tavastland  | Centrala Tavastland    |
| 434 | Lovisa                       | Loviisa            |                                                                   | 14 643         | Södra Finland           | Nyland                | Helsingfors och Nyland |
| 435 | Luhanka (Luhango *)          | Luhanka            |                                                                   | 703            | Västra och Inre Finland | Mellersta Finland     | Mellersta Finland      |
| 436 | Lumijoki                     | Lumijoki           |                                                                   | 2 018          | Norra Finland           | Norra Österbotten     | Norra Österbotten      |
| 438 | Lumparland                   | Lumparland         |                                                                   | 376            | Åland                   | Åland                 | Åland                  |
| 423 | Lundo                        | Lieto              |                                                                   | 20 291         | Sydvästra Finland       | Egentliga Finland     | Egentliga Finland      |
| 441 | Luumäki                      | Luumäki            |                                                                   | 4 473          | Södra Finland           | Södra Karelen         | Södra Karelen          |
| 475 | Malax                        | Maalahti           |                                                                   | 5 487          | Västra och Inre Finland | Österbotten           | Vasa                   |
| 478 | Mariehamn                    | Maarianhamina      |                                                                   | 11 742         | Åland                   | Åland                 | Åland                  |
| 481 | Masku (Masko *)              | Masku              |                                                                   | 9 612          | Sydvästra Finland       | Egentliga Finland     | Egentliga Finland      |
| 483 | Merijärvi                    | Merijärvi          |                                                                   | 1 076          | Norra Finland           | Norra Österbotten     | Norra Österbotten      |
| 489 | Miehikkälä                   | Miehikkälä         |                                                                   | 1 835          | Södra Finland           | Kymmenedalen          | Kymmenedalen           |
| 494 | Muhos                        | Muhos              |                                                                   | 8 909          | Norra Finland           | Norra Österbotten     | Norra Österbotten      |
| 495 | Multia (Muldia **)           | Multia             |                                                                   | 1 488          | Västra och Inre Finland | Mellersta Finland     | Mellersta Finland      |
| 498 | Muonio                       | Muonio             | nordsam. Muoná                                                    | 2 321          | Lappland                | Lappland              | Lappland               |
| 500 | Muurame                      | Muurame            |                                                                   | 10 426         | Västra och Inre Finland | Mellersta Finland     | Mellersta Finland      |
| 505 | Mäntsälä                     | Mäntsälä           |                                                                   | 20 837         | Södra Finland           | Nyland                | Helsingfors och Nyland |
| 508 | Mänttä-Vilppula (‐Filpula *) | Mänttä‐Vilppula    |                                                                   | 9 563          | Västra och Inre Finland | Birkaland             | Birkaland              |
| 507 | Mäntyharju                   | Mäntyharju         |                                                                   | 5 635          | Östra Finland           | Södra Savolax         | Södra Savolax          |
| 504 | Mörskom                      | Myrskylä           |                                                                   | 1 816          | Södra Finland           | Nyland                | Helsingfors och Nyland |
| 531 | Nakkila (Nackeby **)         | Nakkila            |                                                                   | 5 169          | Sydvästra Finland       | Satakunta             | Satakunta              |
| 535 | Nivala                       | Nivala             |                                                                   | 10 396         | Norra Finland           | Norra Österbotten     | Norra Österbotten      |
| 536 | Nokia                        | Nokia              |                                                                   | 34 884         | Västra och Inre Finland | Birkaland             | Birkaland              |
| 538 | Nousis                       | Nousiainen         |                                                                   | 4 689          | Sydvästra Finland       | Egentliga Finland     | Egentliga Finland      |
| 541 | Nurmes                       | Nurmes             |                                                                   | 9 423          | Östra Finland           | Norra Karelen         | Norra Karelen          |
| 543 | Nurmijärvi                   | Nurmijärvi         |                                                                   | 44 127         | Södra Finland           | Nyland                | Helsingfors och Nyland |
| 893 | Nykarleby                    | Uusikaarlepyy      |                                                                   | 7 497          | Västra och Inre Finland | Österbotten           | Vasa                   |
| 740 | Nyslott                      | Savonlinna         |                                                                   | 32 547         | Östra Finland           | Södra Savolax         | Östra Savolax          |
| 895 | Nystad                       | Uusikaupunki       |                                                                   | 15 463         | Sydvästra Finland       | Egentliga Finland     | Egentliga Finland      |
| 529 | Nådendal                     | Naantali           |                                                                   | 19 579         | Sydvästra Finland       | Egentliga Finland     | Egentliga Finland      |
| 545 | Närpes                       | Närpiö             |                                                                   | 9 562          | Västra och Inre Finland | Österbotten           | Vasa                   |
| 560 | Orimattila                   | Orimattila         |                                                                   | 15 808         | Södra Finland           | Päijänne-Tavastland   | Päijät‐Häme            |
| 561 | Oripää                       | Oripää             |                                                                   | 1 337          | Sydvästra Finland       | Egentliga Finland     | Egentliga Finland      |
| 562 | Orivesi                      | Orivesi            |                                                                   | 8 978          | Västra och Inre Finland | Birkaland             | Birkaland              |
| 563 | Oulainen (Oulais *)          | Oulainen           |                                                                   | 7 102          | Norra Finland           | Norra Österbotten     | Norra Österbotten      |
| 309 | Outokumpu                    | Outokumpu          |                                                                   | 6 506          | Östra Finland           | Norra Karelen         | Norra Karelen          |
| 576 | Padasjoki                    | Padasjoki          |                                                                   | 2 813          | Södra Finland           | Päijänne-Tavastland   | Päijät‐Häme            |
| 578 | Paltamo (Paldamo *)          | Paltamo            |                                                                   | 3 183          | Norra Finland           | Kajanaland            | Kajanaland             |
| 445 | Pargas                       | Parainen           |                                                                   | 15 086         | Sydvästra Finland       | Egentliga Finland     | Egentliga Finland      |
| 580 | Parikkala                    | Parikkala          |                                                                   | 4 567          | Södra Finland           | Södra Karelen         | Östra Savolax          |
| 581 | Parkano                      | Parkano            |                                                                   | 6 286          | Västra och Inre Finland | Birkaland             | Birkaland              |
| 599 | Pedersöre                    | Pedersören kunta   |                                                                   | 11 172         | Västra och Inre Finland | Österbotten           | Vasa                   |
| 583 | Pelkosenniemi                | Pelkosenniemi      |                                                                   | 924            | Lappland                | Lappland              | Lappland               |
| 854 | Pello                        | Pello              |                                                                   | 3 296          | Lappland                | Lappland              | Lappland               |
| 577 | Pemar                        | Paimio             |                                                                   | 11 041         | Sydvästra Finland       | Egentliga Finland     | Egentliga Finland      |
| 584 | Perho                        | Perho              |                                                                   | 2 676          | Västra och Inre Finland | Mellersta Österbotten | Mellersta Österbotten  |
| 588 | Pertunmaa                    | Pertunmaa          |                                                                   | 1 644          | Östra Finland           | Södra Savolax         | Södra Savolax          |
| 592 | Petäjävesi                   | Petäjävesi         |                                                                   | 3 678          | Västra och Inre Finland | Mellersta Finland     | Mellersta Finland      |
| 593 | Pieksämäki                   | Pieksämäki         |                                                                   | 17 253         | Östra Finland           | Södra Savolax         | Södra Savolax          |
| 595 | Pielavesi                    | Pielavesi          |                                                                   | 4 269          | Östra Finland           | Norra Savolax         | Norra Savolax          |
| 601 | Pihtipudas                   | Pihtipudas         |                                                                   | 3 873          | Västra och Inre Finland | Mellersta Finland     | Mellersta Finland      |
| 607 | Polvijärvi                   | Polvijärvi         |                                                                   | 4 161          | Östra Finland           | Norra Karelen         | Norra Karelen          |
| 614 | Posio                        | Posio              |                                                                   | 3 066          | Lappland                | Lappland              | Lappland               |
| 615 | Pudasjärvi                   | Pudasjärvi         |                                                                   | 7 702          | Norra Finland           | Norra Österbotten     | Norra Österbotten      |
| 616 | Pukkila (Buckila *)          | Pukkila            |                                                                   | 1 848          | Södra Finland           | Nyland                | Päijät‐Häme            |
| 619 | Punkalaidun (Pungalaitio **) | Punkalaidun        |                                                                   | 2 721          | Västra och Inre Finland | Birkaland             | Egentliga Finland      |
| 620 | Puolanka (Puolango *)        | Puolanka           |                                                                   | 2 446          | Norra Finland           | Kajanaland            | Kajanaland             |
| 623 | Puumala                      | Puumala            |                                                                   | 2 446          | Östra Finland           | Södra Savolax         | Södra Savolax          |
| 625 | Pyhäjoki                     | Pyhäjoki           |                                                                   | 3 048          | Norra Finland           | Norra Österbotten     | Norra Österbotten      |
| 626 | Pyhäjärvi                    | Pyhäjärvi          |                                                                   | 4 964          | Norra Finland           | Norra Österbotten     | Norra Österbotten      |
| 630 | Pyhäntä                      | Pyhäntä            |                                                                   | 1 631          | Norra Finland           | Norra Österbotten     | Norra Österbotten      |
| 631 | Pyhäranta                    | Pyhäranta          |                                                                   | 1 985          | Sydvästra Finland       | Egentliga Finland     | Egentliga Finland      |
| 624 | Pyttis                       | Pyhtää             |                                                                   | 5 119          | Södra Finland           | Kymmenedalen          | Kymmenedalen           |
| 608 | Påmark                       | Pomarkku           |                                                                   | 2 013          | Sydvästra Finland       | Satakunta             | Satakunta              |
| 635 | Pälkäne                      | Pälkäne            |                                                                   | 6 439          | Västra och Inre Finland | Birkaland             | Birkaland              |
| 636 | Pöytis *                     | Pöytyä             |                                                                   | 8 222          | Sydvästra Finland       | Egentliga Finland     | Egentliga Finland      |
| 681 | Rantasalmi                   | Rantasalmi         |                                                                   | 3 330          | Östra Finland           | Södra Savolax         | Östra Savolax          |
| 683 | Ranua                        | Ranua              |                                                                   | 3 670          | Lappland                | Lappland              | Lappland               |
| 710 | Raseborg                     | Raasepori          |                                                                   | 27 484         | Södra Finland           | Nyland                | Helsingfors och Nyland |
| 684 | Raumo                        | Rauma              |                                                                   | 38 959         | Sydvästra Finland       | Satakunta             | Satakunta              |
| 686 | Rautalampi                   | Rautalampi         |                                                                   | 3 033          | Östra Finland           | Norra Savolax         | Norra Savolax          |
| 687 | Rautavaara                   | Rautavaara         |                                                                   | 1 513          | Östra Finland           | Norra Savolax         | Norra Savolax          |
| 689 | Rautjärvi                    | Rautjärvi          |                                                                   | 3 092          | Södra Finland           | Södra Karelen         | Södra Karelen          |
| 691 | Reisjärvi                    | Reisjärvi          |                                                                   | 2 690          | Norra Finland           | Norra Österbotten     | Norra Österbotten      |
| 680 | Reso                         | Raisio             |                                                                   | 24 810         | Sydvästra Finland       | Egentliga Finland     | Egentliga Finland      |
| 694 | Riihimäki                    | Riihimäki          |                                                                   | 28 521         | Södra Finland           | Egentliga Tavastland  | Centrala Tavastland    |
| 697 | Ristijärvi                   | Ristijärvi         |                                                                   | 1 210          | Norra Finland           | Kajanaland            | Kajanaland             |
| 698 | Rovaniemi                    | Rovaniemi          | nordsam. Roavvenjárga enaresam. Ruávinjargâ skoltsam. Ruäʹvnjargg | 64 180         | Lappland                | Lappland              | Lappland               |
| 700 | Ruokolax                     | Ruokolahti         |                                                                   | 4 913          | Södra Finland           | Södra Karelen         | Södra Karelen          |
| 702 | Ruovesi                      | Ruovesi            |                                                                   | 4 155          | Västra och Inre Finland | Birkaland             | Birkaland              |
| 704 | Rusko                        | Rusko              |                                                                   | 6 379          | Sydvästra Finland       | Egentliga Finland     | Egentliga Finland      |
| 707 | Rääkkylä (Bräkylä **)        | Rääkkylä           |                                                                   | 2 032          | Östra Finland           | Norra Karelen         | Norra Karelen          |
| 202 | S:t Karins                   | Kaarina            |                                                                   | 35 497         | Sydvästra Finland       | Egentliga Finland     | Egentliga Finland      |
| 491 | S:t Michel                   | Mikkeli            |                                                                   | 52 122         | Östra Finland           | Södra Savolax         | Södra Savolax          |
| 480 | S:t Mårtens                  | Marttila           |                                                                   | 1 990          | Sydvästra Finland       | Egentliga Finland     | Egentliga Finland      |
| 729 | Saarijärvi                   | Saarijärvi         |                                                                   | 9 117          | Västra och Inre Finland | Mellersta Finland     | Mellersta Finland      |
| 738 | Sagu                         | Sauvo              |                                                                   | 2 959          | Sydvästra Finland       | Egentliga Finland     | Egentliga Finland      |
| 732 | Salla                        | Salla              |                                                                   | 3 416          | Lappland                | Lappland              | Lappland               |
| 734 | Salo                         | Salo               |                                                                   | 51 400         | Sydvästra Finland       | Egentliga Finland     | Egentliga Finland      |
| 736 | Saltvik                      | Saltvik            |                                                                   | 1 810          | Åland                   | Åland                 | Åland                  |
| 790 | Sastamala                    | Sastamala          |                                                                   | 23 998         | Västra och Inre Finland | Birkaland             | Birkaland              |
| 484 | Sastmola                     | Merikarvia         |                                                                   | 3 055          | Sydvästra Finland       | Satakunta             | Satakunta              |
| 739 | Savitaipale                  | Savitaipale        |                                                                   | 3 261          | Södra Finland           | Södra Karelen         | Södra Karelen          |
| 742 | Savukoski                    | Savukoski          | nordsam. Suovvaguoika                                             | 1 009          | Lappland                | Lappland              | Lappland               |
| 743 | Seinäjoki (Östermyra *)      | Seinäjoki          |                                                                   | 64 736         | Västra och Inre Finland | Södra Österbotten     | Syd‐Österbotten        |
| 753 | Sibbo                        | Sipoo              |                                                                   | 22 190         | Södra Finland           | Nyland                | Helsingfors och Nyland |
| 746 | Sievi                        | Sievi              |                                                                   | 4 781          | Norra Finland           | Norra Österbotten     | Norra Österbotten      |
| 747 | Siikais                      | Siikainen          |                                                                   | 1 352          | Sydvästra Finland       | Satakunta             | Satakunta              |
| 748 | Siikajoki                    | Siikajoki          |                                                                   | 5 028          | Norra Finland           | Norra Österbotten     | Norra Österbotten      |
| 791 | Siikalatva                   | Siikalatva         |                                                                   | 5 131          | Norra Finland           | Norra Österbotten     | Norra Österbotten      |
| 749 | Siilinjärvi                  | Siilinjärvi        |                                                                   | 21 293         | Östra Finland           | Norra Savolax         | Norra Savolax          |
| 751 | Simo                         | Simo               |                                                                   | 2 904          | Lappland                | Lappland              | Länsi‐Pohja            |
| 755 | Sjundeå                      | Siuntio            |                                                                   | 6 198          | Södra Finland           | Nyland                | Helsingfors och Nyland |
| 758 | Sodankylä                    | Sodankylä          | nordsam. Soađegilli enaresam. Suáđigil                            | 8 187          | Lappland                | Lappland              | Lappland               |
| 759 | Soini                        | Soini              |                                                                   | 1 997          | Västra och Inre Finland | Södra Österbotten     | Syd‐Österbotten        |
| 761 | Somero                       | Somero             |                                                                   | 8 563          | Sydvästra Finland       | Egentliga Finland     | Egentliga Finland      |
| 762 | Sonkajärvi                   | Sonkajärvi         |                                                                   | 3 777          | Östra Finland           | Norra Savolax         | Norra Savolax          |
| 765 | Sotkamo                      | Sotkamo            |                                                                   | 10 348         | Norra Finland           | Kajanaland            | Kajanaland             |
| 766 | Sottunga                     | Sottunga           |                                                                   | 105            | Åland                   | Åland                 | Åland                  |
| 152 | Storkyro                     | Isokyrö            |                                                                   | 4 480          | Västra och Inre Finland | Södra Österbotten     | Syd‐Österbotten        |
| 151 | Storå                        | Isojoki            |                                                                   | 1 891          | Västra och Inre Finland | Södra Österbotten     | Syd‐Österbotten        |
| 768 | Sulkava                      | Sulkava            |                                                                   | 2 430          | Östra Finland           | Södra Savolax         | Östra Savolax          |
| 771 | Sund                         | Sund               |                                                                   | 1 019          | Åland                   | Åland                 | Åland                  |
| 777 | Suomussalmi                  | Suomussalmi        |                                                                   | 7 508          | Norra Finland           | Kajanaland            | Kajanaland             |
| 778 | Suonenjoki                   | Suonenjoki         |                                                                   | 6 891          | Östra Finland           | Norra Savolax         | Norra Savolax          |
| 781 | Sysmä                        | Sysmä              |                                                                   | 3 584          | Södra Finland           | Päijänne-Tavastland   | Päijät‐Häme            |
| 783 | Säkylä                       | Säkylä             |                                                                   | 6 588          | Sydvästra Finland       | Satakunta             | Satakunta              |
| 831 | Taipalsaari                  | Taipalsaari        |                                                                   | 4 595          | Södra Finland           | Södra Karelen         | Södra Karelen          |
| 832 | Taivalkoski                  | Taivalkoski        |                                                                   | 3 913          | Norra Finland           | Norra Österbotten     | Norra Österbotten      |
| 834 | Tammela                      | Tammela            |                                                                   | 5 967          | Södra Finland           | Egentliga Tavastland  | Centrala Tavastland    |
| 837 | Tammerfors                   | Tampere            |                                                                   | 244 223        | Västra och Inre Finland | Birkaland             | Birkaland              |
| 109 | Tavastehus                   | Hämeenlinna        |                                                                   | 67 971         | Södra Finland           | Egentliga Tavastland  | Centrala Tavastland    |
| 108 | Tavastkyro                   | Hämeenkyrö         |                                                                   | 10 337         | Västra och Inre Finland | Birkaland             | Birkaland              |
| 844 | Tervo                        | Tervo              |                                                                   | 1 479          | Östra Finland           | Norra Savolax         | Norra Savolax          |
| 845 | Tervola                      | Tervola            |                                                                   | 2 882          | Lappland                | Lappland              | Länsi‐Pohja            |
| 848 | Tohmajärvi                   | Tohmajärvi         |                                                                   | 4 241          | Östra Finland           | Norra Karelen         | Norra Karelen          |
| 849 | Toholampi                    | Toholampi          |                                                                   | 2 938          | Västra och Inre Finland | Mellersta Österbotten | Mellersta Österbotten  |
| 850 | Toivakka                     | Toivakka           |                                                                   | 2 387          | Västra och Inre Finland | Mellersta Finland     | Mellersta Finland      |
| 851 | Torneå                       | Tornio             | Duortnus                                                          | 21 333         | Lappland                | Lappland              | Länsi‐Pohja            |
| 186 | Träskända                    | Järvenpää          |                                                                   | 45 226         | Södra Finland           | Nyland                | Helsingfors och Nyland |
| 858 | Tusby                        | Tuusula            |                                                                   | 39 718         | Södra Finland           | Nyland                | Helsingfors och Nyland |
| 857 | Tuusniemi                    | Tuusniemi          |                                                                   | 2 420          | Östra Finland           | Norra Savolax         | Norra Savolax          |
| 859 | Tyrnävä                      | Tyrnävä            |                                                                   | 6 593          | Norra Finland           | Norra Österbotten     | Norra Österbotten      |
| 833 | Tövsala                      | Taivassalo         |                                                                   | 1 677          | Sydvästra Finland       | Egentliga Finland     | Egentliga Finland      |
| 564 | Uleåborg                     | Oulu               |                                                                   | 209 551        | Norra Finland           | Norra Österbotten     | Norra Österbotten      |
| 886 | Ulvsby                       | Ulvila             |                                                                   | 12 669         | Sydvästra Finland       | Satakunta             | Satakunta              |
| 887 | Urdiala *                    | Urjala             |                                                                   | 4 669          | Västra och Inre Finland | Birkaland             | Birkaland              |
| 889 | Utajärvi                     | Utajärvi           |                                                                   | 2 568          | Norra Finland           | Norra Österbotten     | Norra Österbotten      |
| 890 | Utsjoki                      | Utsjoki            | nordsam. Ohcejohka enaresam. Uccjuuhâ skoltsam. Uccjokk           | 1 176          | Lappland                | Lappland              | Lappland               |
| 892 | Uurainen (Urais *)           | Uurainen           |                                                                   | 3 634          | Västra och Inre Finland | Mellersta Finland     | Mellersta Finland      |
| 785 | Vaala                        | Vaala              |                                                                   | 2 673          | Norra Finland           | Norra Österbotten     | Norra Österbotten      |
| 908 | Valkeakoski                  | Valkeakoski        |                                                                   | 20 695         | Västra och Inre Finland | Birkaland             | Birkaland              |
| 092 | Vanda                        | Vantaa             |                                                                   | 239 206        | Södra Finland           | Nyland                | Helsingfors och Nyland |
| 915 | Varkaus                      | Varkaus            |                                                                   | 19 973         | Östra Finland           | Norra Savolax         | Norra Savolax          |
| 905 | Vasa                         | Vaasa              |                                                                   | 67 615         | Västra och Inre Finland | Österbotten           | Vasa                   |
| 935 | Vederlax                     | Virolahti          |                                                                   | 3 040          | Södra Finland           | Kymmenedalen          | Kymmenedalen           |
| 918 | Vemo                         | Vehmaa             |                                                                   | 2 271          | Sydvästra Finland       | Egentliga Finland     | Egentliga Finland      |
| 921 | Vesanto                      | Vesanto            |                                                                   | 1 941          | Östra Finland           | Norra Savolax         | Norra Savolax          |
| 922 | Vesilahti (Vesilax *)        | Vesilahti          |                                                                   | 4 444          | Västra och Inre Finland | Birkaland             | Birkaland              |
| 924 | Vetil                        | Veteli             |                                                                   | 3 004          | Västra och Inre Finland | Mellersta Österbotten | Mellersta Österbotten  |
| 927 | Vichtis                      | Vihti              |                                                                   | 29 239         | Södra Finland           | Nyland                | Helsingfors och Nyland |
| 925 | Vieremä                      | Vieremä            |                                                                   | 3 490          | Östra Finland           | Norra Savolax         | Norra Savolax          |
| 931 | Viitasaari                   | Viitasaari         |                                                                   | 6 070          | Västra och Inre Finland | Mellersta Finland     | Mellersta Finland      |
| 405 | Villmanstrand                | Lappeenranta       |                                                                   | 72 634         | Södra Finland           | Södra Karelen         | Södra Karelen          |
| 934 | Vindala                      | Vimpeli            |                                                                   | 2 756          | Västra och Inre Finland | Södra Österbotten     | Syd‐Österbotten        |
| 936 | Virdois                      | Virrat             |                                                                   | 6 465          | Västra och Inre Finland | Birkaland             | Birkaland              |
| 503 | Virmo                        | Mynämäki           |                                                                   | 7 594          | Sydvästra Finland       | Egentliga Finland     | Egentliga Finland      |
| 102 | Vittis                       | Huittinen          |                                                                   | 9 870          | Sydvästra Finland       | Satakunta             | Satakunta              |
| 941 | Vårdö                        | Vårdö              |                                                                   | 463            | Åland                   | Åland                 | Åland                  |
| 946 | Vörå                         | Vöyri              |                                                                   | 6 376          | Västra och Inre Finland | Österbotten           | Vasa                   |
| 977 | Ylivieska                    | Ylivieska          |                                                                   | 15 357         | Norra Finland           | Norra Österbotten     | Norra Österbotten      |
| 980 | Ylöjärvi                     | Ylöjärvi           |                                                                   | 33 533         | Västra och Inre Finland | Birkaland             | Birkaland              |
| 981 | Ypäjä                        | Ypäjä              |                                                                   | 2 282          | Södra Finland           | Egentliga Tavastland  | Centrala Tavastland    |
| 853 | Åbo                          | Turku              |                                                                   | 195 137        | Sydvästra Finland       | Egentliga Finland     | Egentliga Finland      |
| 992 | Äänekoski                    | Äänekoski          |                                                                   | 18 318         | Västra och Inre Finland | Mellersta Finland     | Mellersta Finland      |
| 846 | Östermark                    | Teuva              |                                                                   | 4 952          | Västra och Inre Finland | Södra Österbotten     | Syd‐Österbotten        |
| 976 | Övertorneå                   | Ylitornio          | Badje‐Duortnus                                                    | 3 830          | Lappland                | Lappland              | Länsi‐Pohja            |